# Tom Grennan

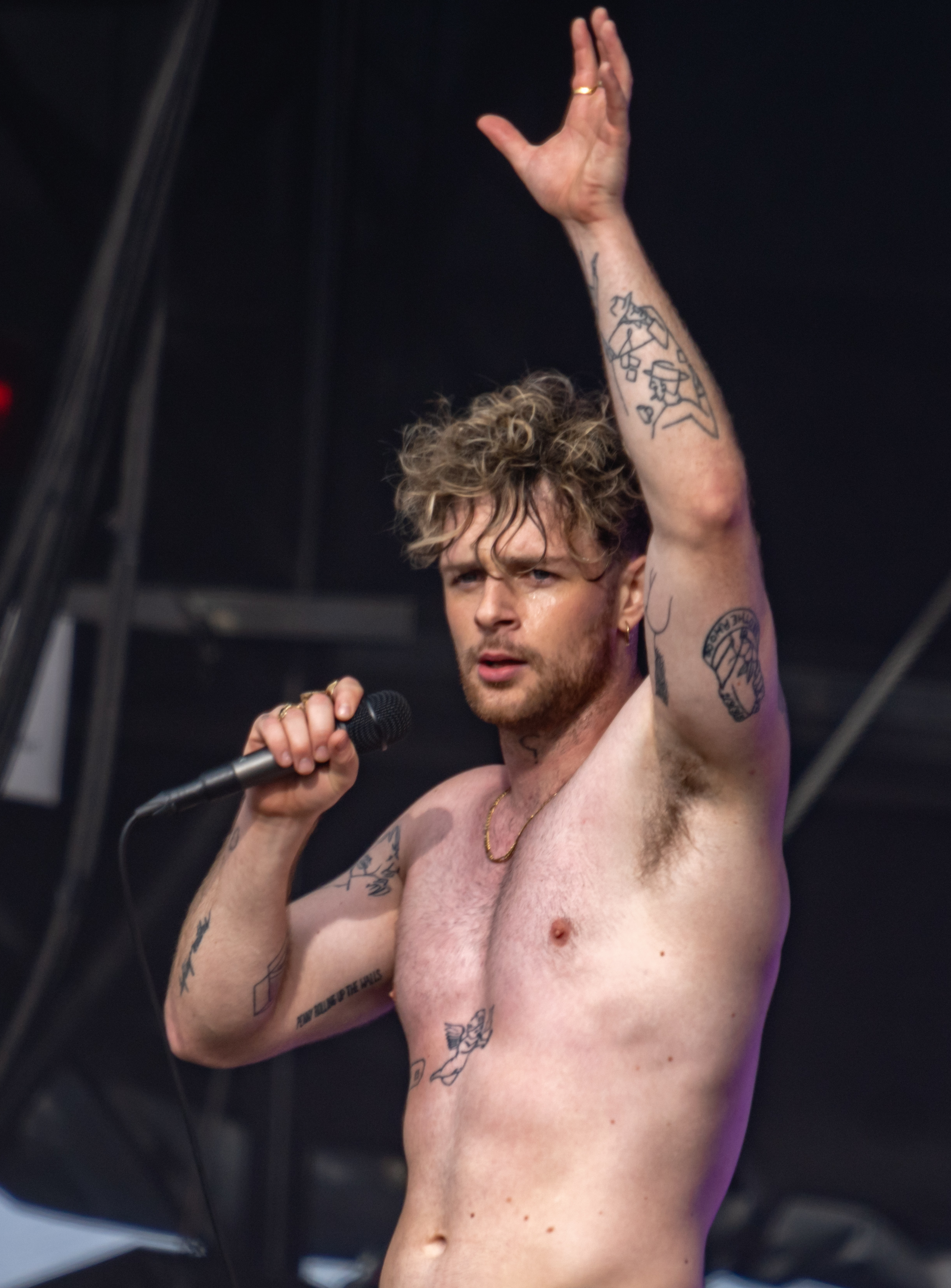
Tom Grennan live (2021)

Tom Grennan (* 8. Juni 1995 in Bedford, England) ist ein britischer Singer-Songwriter.

## Leben
Tom Grennan wuchs in Bedford als Sohn eines Bauarbeiters und einer Lehrerin auf. Zunächst konzentrierte er sich auf eine Karriere als Fußballer und spielte in den Jugendvereinen von Luton Town, Northampton Town, Aston Villa und FC Stevenage. Während er an seinen A-Levels arbeitete, wurde er von seinem Verein entlassen und seine Fußballkarriere stand vor dem Aus. Nach eigenen Angaben begab er sich dann auf eine Party und betrank sich äußerst heftig. Dort sang er Karaoke und trotz seines angeschlagenen Zustandes begeisterte er seine damaligen Klassenkameraden mit einer Version von The Kooks’ Seaside. Diese beschlossen zusammen Musik zu machen und gründeten mit ihm zusammen eine Musikgruppe, die bis zum Studium Bestand hatte.
Da Grennan bisher keine Musikkarriere in Betracht gezogen hatte, studierte er zunächst Schauspiel in London. Währenddessen brachte er sich autodidaktisch beziehungsweise per YouTube Gitarrespielen bei. Anschließend begann er in Pubs aufzutreten. An einem Abend wurde er dort von dem Plattenlabel Insanity entdeckt und bekam seinen ersten Plattenvertrag.
2016 erschien seine erste EP Something in the Water, die von Charlie Hugall (Florence + The Machine, The Maccabees) produziert wurde. Anschließend folgten eine Reihe von Gastauftritten, unter anderem im Video von Charli XCXs Video zu Boys und Memory Lane, einem Duett mit Bugzy Malone. Bekannt wurde er außerdem durch einen Song für Skys Berichterstattung über die Premier League. Seine ersten Arbeiten beeindruckten unter anderem Elton John, der den jungen Künstler ermutigte weiterzumachen.
Einen weiteren großen Auftritt hatte er 2016 als Gast auf When It All Goes Wrong, einer Single von Chase & Status, die Platz 65 der britischen Singlecharts erreichte.
Am 6. Juli 2018 erschien schließlich sein Debütalbum Lighting Matches, das Platz fünf der britischen Albumcharts erreichte.

## Diskografie

### Studioalben
| Jahr | Titel Musiklabel           | Höchstplatzierung, Gesamtwochen, AuszeichnungChartplatzierungen (Jahr, Titel, Musiklabel, Platzierungen, Wochen, Auszeichnungen, Anmerkungen) | Höchstplatzierung, Gesamtwochen, AuszeichnungChartplatzierungen (Jahr, Titel, Musiklabel, Platzierungen, Wochen, Auszeichnungen, Anmerkungen) | Höchstplatzierung, Gesamtwochen, AuszeichnungChartplatzierungen (Jahr, Titel, Musiklabel, Platzierungen, Wochen, Auszeichnungen, Anmerkungen) | Höchstplatzierung, Gesamtwochen, AuszeichnungChartplatzierungen (Jahr, Titel, Musiklabel, Platzierungen, Wochen, Auszeichnungen, Anmerkungen) | Anmerkungen                                             |
| Jahr | Titel Musiklabel           | DE | AT | CH | UK | Anmerkungen                                             |
| ---- | -------------------------- | --- | --- | --- | --- | ------------------------------------------------------- |
| 2018 | Lighting Matches Insanity  | DE60 (1 Wo.)DE | — | CH36 (1 Wo.)CH | UK5 Gold · (17 Wo.)UK | Erstveröffentlichung: 6. Juli 2018 Verkäufe: + 100.000  |
| 2021 | Evering Road Insanity      | — | — | — | UK1 Gold · (55 Wo.)UK | Erstveröffentlichung: 12. März 2021 Verkäufe: + 100.000 |
| 2023 | What Ifs & Maybes Insanity | — | — | — | UK1 Gold · (23 Wo.)UK | Erstveröffentlichung: 16. Juni 2023 Verkäufe: + 100.000 |

### EPs
- 2016: Something in the Water
- 2017: Release the Brakes
- 2017: Found What I’ve Been Looking For

### Singles
| Jahr | Titel Album                                                                                   | Höchstplatzierung, Gesamtwochen, AuszeichnungChartplatzierungen (Jahr, Titel, Album, Platzierungen, Wochen, Auszeichnungen, Anmerkungen) | Höchstplatzierung, Gesamtwochen, AuszeichnungChartplatzierungen (Jahr, Titel, Album, Platzierungen, Wochen, Auszeichnungen, Anmerkungen) | Höchstplatzierung, Gesamtwochen, AuszeichnungChartplatzierungen (Jahr, Titel, Album, Platzierungen, Wochen, Auszeichnungen, Anmerkungen) | Höchstplatzierung, Gesamtwochen, AuszeichnungChartplatzierungen (Jahr, Titel, Album, Platzierungen, Wochen, Auszeichnungen, Anmerkungen) | Anmerkungen                                                                      |
| Jahr | Titel Album                                                                                   | DE | AT | CH | UK | Anmerkungen                                                                      |
| ---- | --------------------------------------------------------------------------------------------- | --- | --- | --- | --- | -------------------------------------------------------------------------------- |
| 2017 | Found What I’ve Been Looking For Found What I’ve Been Looking For / Lighting Matches (Deluxe) | — | — | — | UK82 Platin · (4 Wo.)UK | Erstveröffentlichung: 14. Juli 2017 Verkäufe: + 600.000                          |
| 2020 | This Is the Place Evering Road                                                                | — | — | — | UK73 Silber · (8 Wo.)UK | Erstveröffentlichung: 20. Januar 2020 Verkäufe: + 200.000                        |
| 2021 | Little Bit of Love Evering Road                                                               | DE53 Gold · (18 Wo.)DE | AT21 ×2Doppelplatin · (25 Wo.)AT | CH24 Platin · (36 Wo.)CH | UK7 ×2Doppelplatin · (44 Wo.)UK | Erstveröffentlichung: 8. Januar 2021 Verkäufe: + 1.970.000                       |
| 2021 | Let’s Go Home Together Evering Road                                                           | — | — | — | UK10 ×2Doppelplatin · (36 Wo.)UK | Erstveröffentlichung: 19. Februar 2021 Verkäufe: + 1.200.000; mit Ella Henderson |
| 2021 | Don’t Break the Heart Evering Road (Special Edition)                                          | — | — | — | UK49 Silber · (16 Wo.)UK | Erstveröffentlichung: 3. September 2021 Verkäufe: + 265.000                      |
| 2022 | Remind Me What Ifs & Maybes                                                                   | — | — | — | UK27 Platin · (27 Wo.)UK | Erstveröffentlichung: 18. März 2022 Verkäufe: + 625.000                          |
| 2022 | All These Nights What Ifs & Maybes                                                            | — | — | — | UK37 Silber · (15 Wo.)UK | Erstveröffentlichung: 15. Juli 2022 Verkäufe: + 200.000                          |
| 2022 | Lionheart (Fearless) What Ifs & Maybes                                                        | DE— aDE | — | — | UK18 Platin · (19 Wo.)UK | Erstveröffentlichung: 21. Oktober 2022 Verkäufe: + 625.000; mit Joel Corry       |
| 2023 | Here What Ifs & Maybes                                                                        | — | — | — | UK31 Silber · (15 Wo.)UK | Erstveröffentlichung: 27. Januar 2023 Verkäufe: + 200.000                        |
| 2023 | How Does It Feel What Ifs & Maybes                                                            | — | — | — | UK17 Gold · (17 Wo.)UK | Erstveröffentlichung: 5. Mai 2023 Verkäufe: + 400.000                            |
| 2024 | Higher –                                                                                      | — | — | — | UK78 (1 Wo.)UK | Erstveröffentlichung: 20. September 2024                                         |
| 2024 | It Can’t Be Christmas –                                                                       | — | — | — | UK3 Silber · (7 Wo.)UK | Erstveröffentlichung: 4. November 2024 Verkäufe: + 200.000                       |

Weitere Singles
- 2016: Something in the Water (UK: Silber)
- 2017: Praying
- 2017: Royal Highness
- 2017: I Might
- 2018: Wishing on a Star
- 2018: Sober
- 2018: Barbed Wire
- 2018: Run in the Rain

### Als Gastmusiker
| Jahr | Titel Album                                             | Höchstplatzierung, Gesamtwochen, AuszeichnungChartplatzierungen (Jahr, Titel, Album, Platzierungen, Wochen, Auszeichnungen, Anmerkungen) | Höchstplatzierung, Gesamtwochen, AuszeichnungChartplatzierungen (Jahr, Titel, Album, Platzierungen, Wochen, Auszeichnungen, Anmerkungen) | Höchstplatzierung, Gesamtwochen, AuszeichnungChartplatzierungen (Jahr, Titel, Album, Platzierungen, Wochen, Auszeichnungen, Anmerkungen) | Höchstplatzierung, Gesamtwochen, AuszeichnungChartplatzierungen (Jahr, Titel, Album, Platzierungen, Wochen, Auszeichnungen, Anmerkungen) | Anmerkungen |
| Jahr | Titel Album                                             | DE | AT | CH | UK | Anmerkungen |
| --- | ------------------------------------------------------- | --- | --- | --- | --- | --- |
| 2016 | All Goes Wrong Tribe                                    | — | — | — | UK65 Platin · (4 Wo.)UK | Erstveröffentlichung: 22. September 2016 Verkäufe: + 600.000; Chase & Status feat. Tom Grennan                 |
| 2017 | Bridge over Troubled Water –                            | — | AT32 (3 Wo.)AT | CH28 (2 Wo.)CH | UK1 Gold · (5 Wo.)UK | Erstveröffentlichung: 21. Juni 2017; mit Artists for Grenfell Verkäufe: + 400.000; Original: Simon & Garfunkel |
| 2021 | By Your Side Evering Road (Special Edition) • 96 Months | DE75 (5 Wo.)DE | AT— GoldAT | CH73 (5 Wo.)CH | UK9 Platin · (19 Wo.)UK | Erstveröffentlichung: 4. Juni 2021 Verkäufe: + 930.000; Calvin Harris feat. Tom Grennan                        |
| 2022 | Not Over Yet What Ifs & Maybes                          | — | — | — | UK4 Platin · (15 Wo.)UK | Erstveröffentlichung: 5. August 2022 Verkäufe: + 600.000; KSI feat. Tom Grennan                                |
| Folgende Lieder erschienen nicht als Single, wurden aber durch das Album zum Download und Streaming bereitgestellt und konnten somit eine Platzierung erlangen: |                                                         | | | | | |
| |                                                         | | | | | |
| 2017 | Memory Lane King of the North                           | — | — | — | UK65 Gold · (12 Wo.)UK | Charteinstieg: 27. Juli 2017 Verkäufe: + 400.000; Bugzy Malone feat. Tom Grennan                               |

## Auszeichnungen für Musikverkäufe
| Goldene Schallplatte - Australien - 2023: für die Single By Your Side - Belgien - 2022: für die Single By Your Side - Frankreich - 2022: für die Single By Your Side - Italien - 2023: für die Single By Your Side - Kanada - 2022: für die Single By Your Side - Niederlande - 2023: für die Single By Your Side - 2023: für die Single Don’t Break the Heart - Polen - 2023: für die Single Remind Me - 2024: für die Single Don’t Break the Heart - 2024: für die Single Lionheart (Fearless) - Spanien - 2024: für die Single By Your Side | Platin-Schallplatte - Australien - 2021: für die Single Little Bit of Love - Dänemark - 2024: für die Single Little Bit of Love - Frankreich - 2023: für die Single Little Bit of Love - Niederlande - 2023: für die Single Little Bit of Love - Polen - 2022: für die Single Little Bit of Love |

Anmerkung: Auszeichnungen in Ländern aus den Charttabellen bzw. Chartboxen sind in ebendiesen zu finden.
| Land/RegionAuszeichnungen für Musikverkäufe (Land/Region, Auszeichnungen, Verkäufe, Quellen) | Silber     | Gold       | Platin       | Verkäufe  | Quellen             |
| -------------------------------------------------------------------------------------------- | ---------- | ---------- | ------------ | --------- | ------------------- |
| Australien (ARIA)                                                                            | —          | Gold1      | Platin1      | 105.000   | aria.com.au         |
| Belgien (BRMA)                                                                               | —          | Gold1      | —            | 20.000    | ultratop.be         |
| Dänemark (IFPI)                                                                              | —          | —          | Platin1      | 90.000    | ifpi.dk             |
| Deutschland (BVMI)                                                                           | —          | Gold1      | —            | 200.000   | musikindustrie.de   |
| Frankreich (SNEP)                                                                            | —          | Gold1      | Platin1      | 300.000   | snepmusique.com     |
| Italien (FIMI)                                                                               | —          | Gold1      | —            | 50.000    | fimi.it             |
| Kanada (MC)                                                                                  | —          | Gold1      | —            | 40.000    | musiccanada.com     |
| Niederlande (NVPI)                                                                           | —          | 2× Gold2   | Platin1      | 160.000   | nvpi.nl             |
| Österreich (IFPI)                                                                            | —          | Gold1      | 2× Platin2   | 75.000    | ifpi.at             |
| Polen (ZPAV)                                                                                 | —          | 3× Gold3   | Platin1      | 125.000   | olis.pl             |
| Schweiz (IFPI)                                                                               | —          | —          | Platin1      | 20.000    | hitparade.ch        |
| Spanien (Promusicae)                                                                         | —          | Gold1      | —            | 30.000    | elportaldemusica.es |
| Vereinigtes Königreich (BPI)                                                                 | 7× Silber7 | 5× Gold5   | 10× Platin10 | 8.500.000 | bpi.co.uk           |
| Insgesamt                                                                                    | 7× Silber7 | 18× Gold18 | 18× Platin18 |           |                     |